# Michael Polanyi

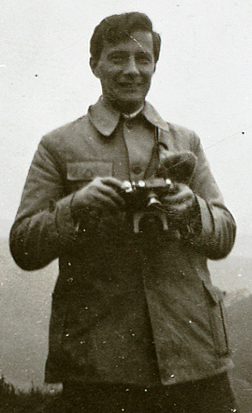
Michael Polanyi (1933)

Michael Polanyi (geboren 12. März 1891 in Budapest, Österreich-Ungarn; gestorben 22. Februar 1976 in Manchester) war ein ungarisch-britischer Chemiker und Philosoph. 

## Leben und Werk
Michael Polanyi wurde als fünftes Kind in einer liberalen jüdischen Familie geboren. Der Wirtschaftswissenschaftler Karl Polanyi war sein Bruder. Sein Vater, Mihaly Pollacsek, war ein erfolgreicher Eisenbahn-Ingenieur und Eisenbahnbesitzer, seine Mutter wurde in Wilna als Cecile Wohl geboren. Michaels Schwester Laura Polanyi Stricker versuchte sich als Historikerin, die Schwester Sophia (1888–1941) und deren Ehemann Egon Szécsi (1882–1941) wurden Opfer des Holocaust. 1890 hungarisierte die Familie Pollacsek ihren Namen zu Polányi. Im Jahre 1900 musste der Vater nach einem Unwetter den Betrieb seiner Eisenbahnlinie einstellen und machte Konkurs.

### Physikochemiker
Polanyi nahm nach Abschluss des Medizinstudiums in Budapest im Jahr 1913 ein Studium der Chemie an der TH Karlsruhe auf. Die Einberufung als Sanitätsoffizier Österreich-Ungarns im Ersten Weltkrieg unterbrach das Studium, Polanyi war krankheitsbedingt nur wenig im Einsatz. Nach seiner Promotion in Physikalischer Chemie in Budapest (bei Gustav Buchböck) im Jahr 1919 kehrte er nach Karlsruhe zurück, wo er seine Frau Magda Elizabeth Kemény, ebenfalls Chemikerin, kennenlernte. Aus der 1921 geschlossenen Ehe gingen die beiden Söhne George (1922–1975, Ökonom) und John (geb. 1929, Chemiker in Toronto, Nobelpreis für Chemie 1986) hervor.
Polanyi wechselte 1920 nach Berlin, wo er schließlich die Leitung einer Abteilung des Kaiser-Wilhelm-Instituts für Faserstoffchemie übernahm. Mit den von ihm gelegten mathematischen Grundlagen für die Analyse von Faserstreubildern begründete er das Gebiet der Faserbeugung. 1923 wechselte er an das Kaiser-Wilhelm-Institut für physikalische Chemie und Elektrochemie (heute Fritz-Haber-Institut der Max-Planck-Gesellschaft). Ab 1923 wirkte er als Dozent (ab 1926 als Professor) an der TH Berlin. Wegen der zunehmenden Judenverfolgung in Nazideutschland und besonders unter dem Eindruck des Reichstagsbrands folgte Polanyi 1933 einem Ruf auf den Lehrstuhl für physikalische Chemie in Manchester, den er bis 1948 innehatte. 1962 wurde er in die American Academy of Arts and Sciences gewählt.
Eine seiner herausragenden Leistungen ist die Deutung der plastischen Verformbarkeit von Kristallen durch den Mechanismus der Versetzung, die er 1934 zeitgleich mit zwei anderen, unabhängigen Entdeckern veröffentlichte. Polanyi gilt auch zusammen mit Henry Eyring als Begründer der neueren chemischen Reaktionskinetik.

### Soziologe und Philosoph
In seinen ersten philosophischen Veröffentlichungen vertrat Polanyi die Überzeugung, Fundament allen Forschens sei die Kraft unabhängigen Denkens und das Motiv der Wahrheitssuche; seine wissenschaftsphilosophische Position legte er erstmals 1946 in Science, Faith and Society dar. Die Einrichtung eines eigens für ihn geschaffenen Lehrstuhls für Sozialwissenschaften in Manchester stellte Polanyi 1948 von allen Lehrverpflichtungen frei und erlaubte ihm, sich auf die Vorlesung der Gifford Lectures an der Universität Aberdeen (1951/52) vorzubereiten, aus denen er in neunjähriger Arbeit sein philosophisches Hauptwerk Personal Knowledge (1958; dt. Personales Wissen (2023)) entwickelte. Nach seiner Emeritierung im Jahr 1959 ging er an das Merton College der Universität Oxford.
In den USA, wo er mehrere Vortragsreihen hielt, stieß Polanyi auf eine höhere Resonanz. Die Terry Lectures von 1962 an der Yale University wurden 1966 in überarbeiteter Form als The Tacit Dimension (dt. Implizites Wissen (1985)) herausgegeben. Eine weitere Sammlung zentraler Aufsätze Polanyis aus den Jahren 1959–1968 erschien im Jahr 1969 unter dem Titel Knowing and Being. Dem damit neu gewonnenen Schwerpunkt seines Schaffens widmete sich seine 1975 entstandene letzte Monografie Meaning, die Polanyis Vorlesungen an den Universitäten von Texas und Chicago von 1969 bis 1971 enthält.
1997 publizierte Richard T. Allen eine postume Zusammenstellung von Artikeln Polanyis unter dem Titel Society, economics & philosophy: selected papers.
Michael Polanyis Philosophie ist für das angelsächsische Gespräch zwischen Naturwissenschaften und Theologie sehr bedeutsam geworden.

## Schriften
- Atomreaktionen. 1932.
- The Contempt of Freedom. 1940.
- Full Employment and Free Trade. 1945.
- The Logic of Liberty. 1951, ISBN 0-226-67296-4.
- The Study of Man. 1959.
- Jenseits des Nihilismus. Reidel, 1961.
- Personal Knowledge: Towards a Post-Critical Philosophy. 1964, ISBN 0-226-67288-3.
  - deutsche Ausgabe: Personales Wissen. Auf dem Weg zu einer postkritischen Philosophie. Aus dem Englischen von Joachim Schulte. Herausgegeben und mit einem Nachwort von Rebekka Ladewi, Suhrkamp, Berlin 2023, ISBN 978-3-518-29985-2.
- The tacit dimension. 1966, University of Chicago Press. ISBN 978-0-226-67298-4. (2009 Nachdruck)
  - deutsche Ausgabe: Implizites Wissen. Aus dem Englischen von Horst Brühmann. Suhrkamp, Frankfurt am Main 1985, ISBN 3-518-28143-7.
- Knowing and Being. 1969.
- mit H. Prosch: Meaning. 1975, ISBN 0-226-67294-8.